# Belle Vue Maurel
Belle Vue Maurel est un village du district de la Rivière du Rempart, au nord de l’île Maurice.
Il accueille sur son territoire le Stade Anjalay.